# 재인도네시아 한국인
재인도네시아 교민(在印尼僑民, 인도네시아어: Orang Korea di Indonesia, 영어: Koreans in Indonesia)는 재인도네시아 한국인과 한국계 인도네시아인 등을 지칭한다.

## 학교
- 자카르타한국국제학교